# Торт Буко Пандан
Торт Буко Пандан, також відомий як торт пандан макапуно або кокосовий торт пандан, — це філіппінський шифоновий або бісквітний пиріг (mamon), приправлений екстрактами вареного листя пандану та покритий кремом із смужками молодого кокосу та/або макапуно як начинки. Це варіант торта традиційного філіппінського поєднання буко пандан. Він схожий на тістечка пандан в інших частинах Південно-Східної Азії, але відрізняється тим, що його не подають просто. Він завжди покритий кремом і кокосом.